# Frederik Christiaan van Reede

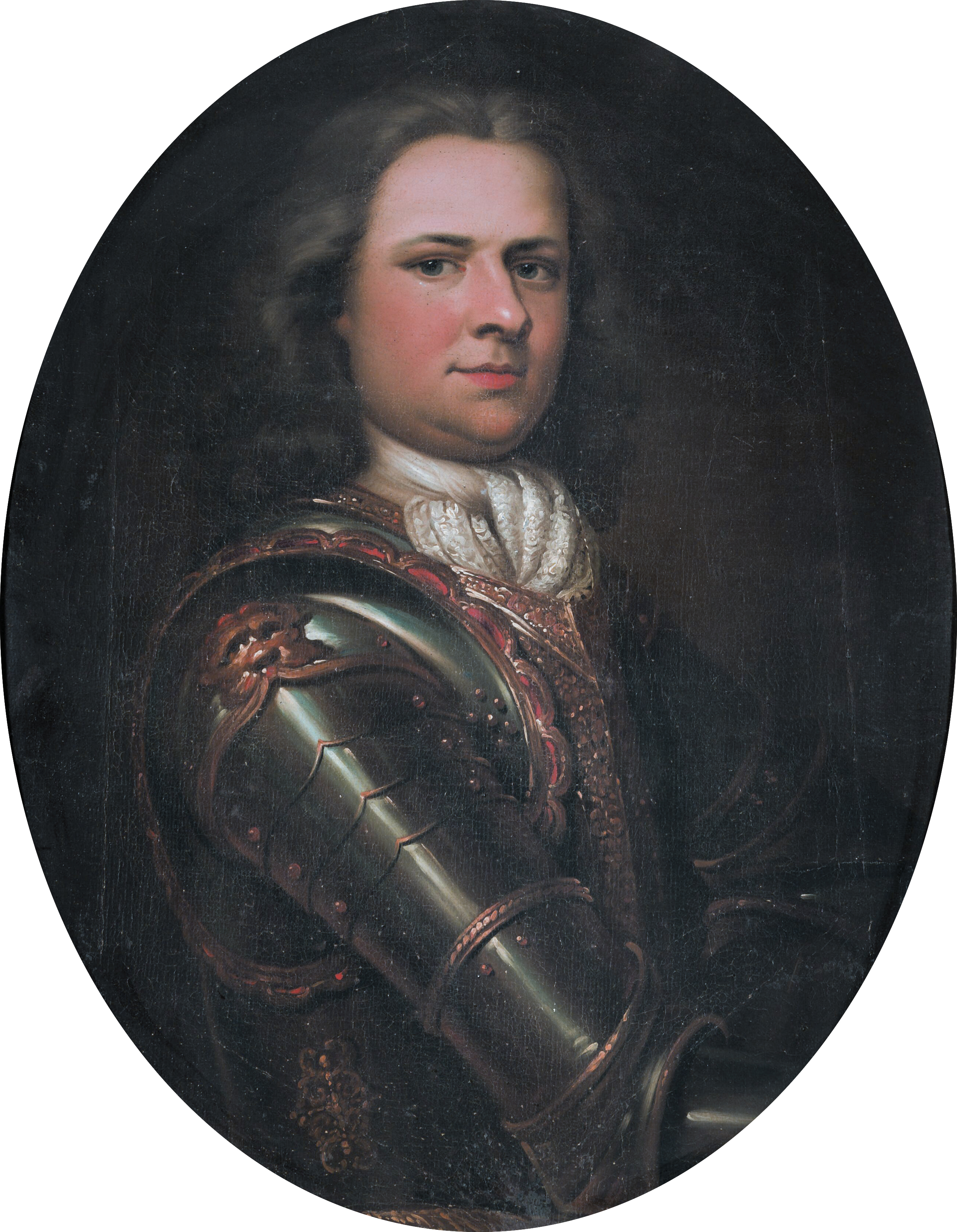
Frederik Christiaan van Reede van Ginkel (1668-1719)

Frederik Christiaan van Reede (Utrecht, 20 oktober 1668 - Sluis, 15 augustus 1719) was een Nederlands militair en politicus ten tijde van Willem III van Oranje. 
Hij was een zoon van Godard van Reede en Ursula Philippota van Raesfelt, dochter van Reinier Van Raesfelt en Margaretha van Leefdael en erfgename van Kasteel Middachten.
Hij was in 1698 een van de ondertekenaars van het Verdrag van Den Haag dat bedoeld was om een oorlog tussen de zeemachten (Engeland en de Republiek) en Frankrijk over de opvolging in Spanje te voorkomen.
In 1703 volgde hij zijn vader op als tweede graaf van Athlone.
In november 1696 werd hij kolonel bij de cavalerie. Zijn benoeming tot majoor-generaal over alle compagnieën te paard volgde op 14 april 1704. Op 23 mei 1706 onderscheidde hij zich tijdens de slag bij Ramillies. Op 1 januari 1709 werd hij benoemd tot luitenant-generaal. In 1710 werd hij tussen Deinze en Kortrijk overvallen door een strijdmacht van 4000 uit Ieper afkomstige Fransen. Daarbij werd hij gevangengenomen. Op 19 mei 1713 volgde zijn benoeming tot gouverneur-commandant van de stad Bergen in Henegouwen. Op 26 februari werd hij in 1718 (tegen een jaarwedde van 3000 gulden) tot gouverneur van Sluis in Staats-Vlaanderen aangesteld. Reeds een jaar later overleed hij daar op vijftigjarige leeftijd. 
Hij trad in 1715 in het huwelijk met Henriette van Nassau-Zuylestein, een dochter van William Nassau de Zuylestein (1649-1708). Uit dit huwelijk werden drie kinderen geboren.
Zijn zoon Godard Adriaan van Reede (1716–1736) volgde hem op als 3e graaf van Athlone en heer van Lievendaal.
In de Andrieskerk in Amerongen bevindt zich een rouwbord te zijner nagedachtenis. 

## Externe bron
- Frederik Christiaan van Reede op NNBW